# Liste des cadres du parti communiste chinois purgés durant la campagne anti-corruption de 2012 à 2017

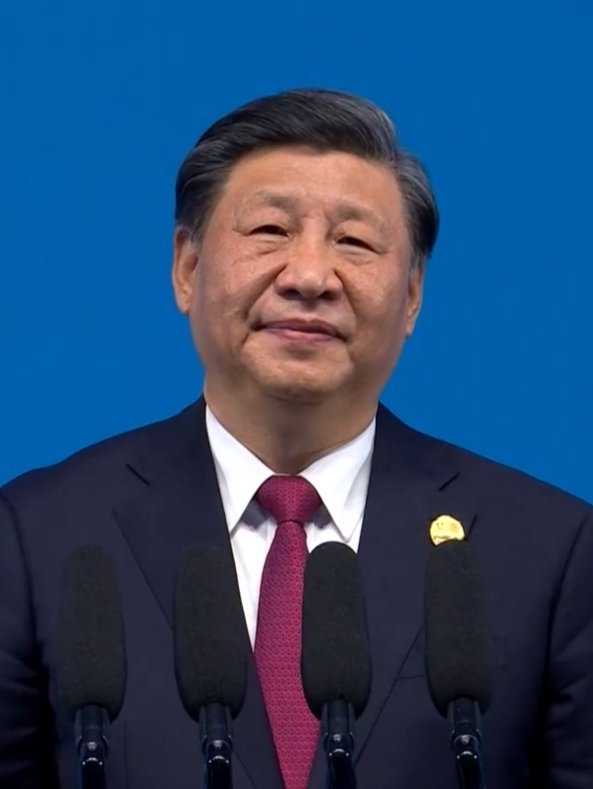
Xi Jinping, dirigeant chinois ayant lancé la campagne

À la suite du 18e congrès national du parti communiste chinois de 2012, le secrétaire général Xi Jinping a lancé une campagne anti-corruption. Près de 2.3 millions de fonctionnaires ont été sanctionné, allant de la mise au pas à la peine de mort. Pour mener une action d'une telle ampleur, le politburo s'est appuyé sur la Commission centrale d'inspection de la discipline, organe dirigé par un proche de Xi, Wang Qishuan. Les tableaux de cette liste ne comprennent que les fonctionnaires pour lesquels une affaire a été ouverte par la Commission.
L'ampleur de la campagne demeure difficile à mesurer car les chiffres et statistiques reposent sur les déclarations du gouvernement.
La liste ci-dessous est non exhaustive. 

## Dirigeants nationaux
| Nom           | Date d'ouverture de l'enquête | Position | Charges | Sanctions |
| ------------- | ----------------------------- | --- | --- | --- |
| Bo Xilai      | 13 juin 2013                  | - Ancien secrétaire du parti à Chongqing - Ancien ministre du commerce - Ancien membre du Politburo | Corruption et meurtre | Démis de ses fonctions, exclu du parti, condamné à la prison à vie                                                   |
| Zhou Yongkang | 29 juillet 2014               | - Ancien secrétaire de la commission centrale aux affaires politiques et juridiques - Ancien ministre de la Sécurité publique - Ancien membre du comité permanent du Politburo                             | Abus de pouvoir, corruption, divulgation de secrets d'État, perte de biens publics, aide indue aux intérêts de sa famille, de ses amis et de ses maîtresses, d'adultère et transactions sexuelles illicites. | Expulsé du parti, condamné à la prison à vie                                                                         |
| Guo Boxiong   | 9 avril 2015                  | - Ancien vice-président de la commission militaire centrale - Ancien membre du Politburo | Acceptation de pots-de-vin massifs en échange de promotions d'officiers | Expulsé du parti, déchu de son grade de général, condamné à la prison à vie                                          |
| Xu Caihu      | 15 mars 2014                  | - Ancien vice-président de la commission militaire centrale - Ancien membre du Politburo | Acceptation de pots-de-vin massifs, personnellement et par l'intermédiaire de sa famille, et favoritisme excessif dans le processus de promotion des officiers | Expulsé du parti et de l'armée, déchu de son grade de général, il passe en cour martiale mais meurt avant le procès. |
| Ling Jihua    | 22 décembre 2014              | - Directeur du département du travail du front uni - Vice président de la conférence consultative du peuple chinois - Membre du Politburo - Ancien directeur du bureau général du Parti communiste chinois | Violation des « règles politiques », aide aux intérêts commerciaux de son épouse, adultère, condamnation pour corruption, abus de pouvoir et obtention illégale de secrets d'État et de parti. | Démis de ses fonctions, exclu du parti, condamné à la prison à vie                                                   |
| Su Rong       | 14 juin 2014                  | - Vice président de la conférence consultative du peuple chinois - Ancien secrétaire du parti du Jiangxi - Ancien secrétaire du parti du Gansu - Ancien secrétaire du parti du Qinghai                     | Abus de pouvoir, remise en cause des décisions prises par consensus, vente de bureaux contre de l'argent, responsabilité de premier plan pour le comportement corrompu de ses subordonnés, abus de pouvoir, accumulation de richesses d'origine incertaine et acceptation de pots-de-vin d'une valeur de 116 millions de yuans (~17 millions de dollars).                  | Démis de ses fonctions, exclu du parti, condamné à la prison à vie                                                   |
| Sun Zhengcai  | 24 juillet 2017               | - Ancien secrétaire du parti de Chongqing - Membre du Politburo | A changé de système de croyances, a trahi les principes du parti, est devenu ostentatoire et privilégié, a cherché à obtenir des avantages pour les entreprises de ses proches et a accepté des cadeaux de valeur, s'est engagé dans des transactions pouvoir-sexe, est devenu paresseux et bureaucratique, a abusé de son pouvoir, a divulgué des secrets d'organisation. | Démis de ses fonctions, exclu du parti, condamné à la prison à vie                                                   |

## Anciens membres et membres en exercice ducomité central
| Nom | Position | Charges | Sanctions |
| --- | --- | --- | --- |
| Liu Zhijun | - Ancien ministre du transport - Ancien membre du comité central | Abus de pouvoir et acceptation de pots-de-vin. | Démis de ses fonctions, exclu du parti, condamné à la peine de mort avec un sursis de deux ans, sans commutation ni libération conditionnelle. |
| Li Dongsheng | - Vice-ministre de la sécurité publique - Membre du comité central - Ancien directeur du bureau 610 | Abus de pouvoir, sollicitation de pots-de-vin, assistance indue à d'autres personnes pour l'obtention de droits de publicité, le traitement de dossiers de police et l'obtention de documents hukou ; avoir accepté des pots-de-vin équivalant à 21,98 millions de yuans (~3,11 millions de dollars). | Démis de ses fonctions, exclu du parti, condamné à 15 ans de prison.                                                                           |
| Jiang Jiemin | - Directeur de la commission chinoise d'administration et de supervision des actifs publics - Membre du comité central - Ancien président de la China National Petroleum Corporation                                              | Abus de pouvoir, avoir accepté des pots-de-vin pour un montant de 14,03 millions de yuans (~2,21 millions de dollars) et d'avoir amassé une fortune dont l'origine n'est pas claire. | Démis de ses fonctions, exclu du parti, condamné à 16 ans de prison                                                                            |
| Yang Jinshan | - Administrateur de la région militaire de Chengdu - Membre du comité central - Ancien commandant de la région militaire du Tibet                                                                                                 | Abus de pouvoir | Supprimé de tous les postes, exclu du parti |
| Bai Enpei | - Ancien secrétaire du parti de Yunnan - Ancien membre du comité central | Abus de pouvoir et acceptation de pots-de-vin d'une valeur de 246,7 millions de yuans (~41,12 millions de dollars). | Démis de ses fonctions, exclu du parti, condamné à la peine de mort avec un sursis de deux ans, sans commutation ni libération conditionnelle. |
| Zhu Mingguo | - Président de la conférence consultative du peuple du Guangdong - Ancien secrétaire suppléant du parti du Guangdong - Membre suppléant du comité central                                                                         | Abus de pouvoir, acceptation de pots-de-vin, violation de la politique de l'enfant unique. | Démis de ses fonctions, exclu du parti, condamné à la peine de mort avec un sursis de deux ans                                                 |
| Zhou Benshun | - Secrétaire du parti de Hebei - Membre du comité central | Violation des règles et de la discipline politiques, expression d'opinions contraires au centre du parti sur des « questions majeures », obstruction aux enquêtes, participation à des « activités non organisationnelles », utilisation de fonds publics pour organiser des réceptions et des repas, fréquentation de clubs privés, incapacité à empêcher les membres de sa famille d'utiliser sa position à des fins personnelles, détention et divulgation en privé de secrets d'État, n'a pas renoncé à ses actions même après le 18e Congrès du parti ; condamné pour avoir accepté des pots-de-vin d'un montant de 40,01 millions de yuans (~5,72 millions de dollars). | Démis de ses fonctions, exclu du parti, condamné à 15 ans de prison                                                                            |
| Yang Dongliang | - Directeur de l'Administration nationale de la sécurité au travail | Participer à des activités non organisationnelles, tenter d'influencer l'affectation et la promotion de son fils, occuper illégalement des biens publics, modifier son itinéraire lors de voyages à l'étranger, gaspiller des fonds publics, participer à des activités de divertissement très coûteuses, accepter des cadeaux et de l'argent liquide, ne pas revenir sur ses actes même après le 18e Congrès du Parti. | Démis de ses fonctions, exclu du parti, condamné à 15 ans de prison                                                                            |
| Sun Huaishan | - Directeur de la commission des affaires de Hong Kong, Macao et Taïwan du comité national de la conférence consultative politique du peuple chinois                                                                              | Violation du règlement en huit points, corruption, factionnalisme, critiques infondées des principales politiques du parti. | Démis de ses fonctions, exclu du parti, condamné à 14 ans de prison                                                                            |
| Su Shulin | - Gouverneur du Fujian - Membre du comité central | Violation du règlement en huit points, corruption, abus de pouvoir. | Démis de ses fonctions, expulsé du parti, condamné à 16 ans de prison                                                                          |
| Wang Bao'an | - Directeur du bureau national des statistiques | Avoir accepté des pots-de-vin d'une valeur de 153 millions de yuans. | Démis de ses fonctions, expulsé du parti, condamné à la réclusion à perpétuité                                                                 |
| Wang Min | - Vice-président de la commission de l'éducation, des sciences, de la culture et de la santé publique du Congrès national du peuple - Ancien secrétaire du parti des provinces de Liaoning et de Jilin - Membre du Comité central | Violation des règles et de la discipline politiques, responsabilité principale de la négligence lors du scandale de l'achat de votes dans les provinces, atteinte et violation du règlement en huit points, utilisation de fonds publics pour boire et dîner, n'a pas renoncé à ses actions même après le 18e Congrès du Parti ; manquement au devoir, abus de pouvoir et acceptation de pots-de-vin d'une valeur de 146 millions de yuans (~20,85 millions de dollars). | Démis de ses fonctions, expulsé du parti, condamné à la prison à vie                                                                           |
| Huang Xingguo | - Secrétaire du parti de Tianjin - Maire de Tianjin | Corruption, atteinte à l'unité du parti, activités superstitieuses, critiques infondées des principales politiques du parti, obstruction à l'enquête sur ses propres actes répréhensibles, aide inappropriée à des associés dans le cadre du processus de promotion, autorisation donnée à son fils de profiter de sa position pour obtenir des avantages économiques. | Démis de ses fonctions, expulsé du parti, condamné à 12 ans de prison                                                                          |
| Li Liguo | - Ministre des affaires civiles | Echec à imposer une discipline de parti stricte au sein du ministère et a laissé se développer une « corruption systématique » sous sa surveillance. | Rétrogradé au rang de directeur adjoint du bureau (futingjuji)                                                                                 |
| Xiang Junbo | - Président de la commission de supervision des assurances en Chine | Corruption, abus de pouvoir, activités superstitieuses, transactions pouvoir-sexe, violation du règlement en huit points. | Retiré de tous les postes, expulsé du parti |
| Wang Sanyun | - Secrétaire du parti de Gansu - Vice-président de la commission de l'éducation, des sciences, de la culture et de la santé publique du Congrès national du peuple                                                                | Avoir accepté des pots-de-vin, a longtemps participé à des « activités superstitieuses », a fréquenté des clubs privés, a été accusé d'avoir permis à certains fonctionnaires de choisir des postes officiels sans tenir compte de leurs problèmes, a réagi de manière passive et superficielle aux décisions importantes du Comité central du PCC, a manqué à son devoir, a perdu sa position politique, a formulé des critiques infondées à l'encontre des politiques clés du Parti, n'est pas revenu sur ses actes même après le 18e Congrès du Parti. | Démis de ses fonctions, expulsé du parti, condamné à 12 ans de prison                                                                          |
| Yang Huanning | - Directeur de l'Administration nationale de la sécurité au travail | Violation de la discipline politique, s'écartant de la conscience du parti sur des « questions de principe majeures ». | Placé en période probatoire de deux ans au sein du Parti, rétrogradé au rang de sous-directeur de bureau (fujuji)                              |
| Li Chuncheng | - Secrétaire suppléant du Sichuan - Membre suppléant du comité central | Acceptation de pots-de-vin personnellement et par l'intermédiaire de sa famille, promotion des intérêts commerciaux de son frère, participation à des « activités superstitieuses », gaspillage des ressources du gouvernement ; reconnu coupable d'abus de pouvoir et d'acceptation de pots-de-vin d'un montant supérieur à 39,79 millions de yuans (~ 6,27 millions de dollars) | Démis de ses fonctions, expulsé du parti, condamné à 13 ans de prison.                                                                         |
| Chen Chuanping | - Secrétaire du parti de Taiyuan - Membre suppléant du comité central - Membre du comité permanant du comité du Shanxi | Acceptation de pots-de-vin personnellement et par l'intermédiaire de la famille, abus de pouvoir pour obtenir des avantages pour les amis et la famille ; abus de pouvoir dans la promotion de subordonnés ; perte causée de biens de l'État. | Démis de ses fonctions, expulsé du parti, condamné à 6 ans et 6 mois de prison                                                                 |
| Mo Jiangcheng | - Directeur du comité du Parti communiste chinois (PCC) du ministère des finances | Corruption, en violation du règlement en huit points, n'a pas renoncé à ses actions même après le 18e Congrès du Parti. | Démis de ses fonctions, expulsé du parti, condamné à 14 ans de prison                                                                          |
| Pan Yiyang | - Vice-président de Mongolie-Intérieure - Membre suppléant du comité central - Ancien secrétaire du parti de Ganzhou | Envoi de pots-de-vin, acceptation de pots-de-vin, il n'a pas renoncé à ses actions même après le 18e Congrès du Parti | Démis de ses fonctions, expulsé du parti, condamné à 20 ans de prison                                                                          |
| Wang Min | - Secrétaire du parti de Jinan | Acceptant des pots-de-vin, il n'a pas renoncé à ses actions même après le 18e Congrès du Parti | Démis de ses fonctions, expulsé du parti, condamné à 12 ans de prison                                                                          |
| Qiu He | - Secrétaire suppléant du Yunnan - Secrétaire suppléant du Kunming - Membre suppléant du comité central | Accepter des pots-de-vin en échange de promotions, abuser de son pouvoir pour aider les intérêts commerciaux de ses proches et associés, n'a pas renoncé à ses actes même après le 18e Congrès du Parti | Démis de ses fonctions, expulsé du parti, condamné à 14 ans et 6 mois de prison                                                                |
| Wang Yongchun | - Ancien président de PetroChina | Abus de pouvoir, sollicitation et réception de pots-de-vin massifs | Démis de ses fonctions, expulsé du parti, condamné à 20 ans de prison                                                                          |
| Wan Qingliang | - Secrétaire du parti de Canton - Membre du comité permanant du Guangdong - Membre suppléant du comité central | Abus de pouvoir, sollicitation et acceptation de pots-de-vin, appartenance à des clubs privés | Démis de ses fonctions, expulsé du parti, condamné à la prison à vie                                                                           |
| Yang Weize | - Secrétaire du parti de Nankin - Membre du comité permanant du Jiangsu - Membre suppléant du comité central | La corruption, l'abus de pouvoir, la fréquentation d'hôtels et de clubs haut de gamme, ne l'ont pas empêché d'agir même après le 18e Congrès du Parti | Démis de ses fonctions, expulsé du parti, condamné à 12 ans et 6 mois de prison                                                                |
| Yu Yuanhui | - Secrétaire du Parti de Nanning - Membre suppléant du Comité central - Comité permanent de la région administrative spéciale de Guangxi                                                                                          | Violation des « règles politiques », publication d'opinions contraires à la ligne du parti, népotisme, acceptation de pots-de-vin, utilisation d'un véhicule officiel à des fins privées, n'a pas renoncé à ses actes même après le 18e Congrès du Parti | Démis de ses fonctions, expulsé du parti, condamné à 11 ans de prison                                                                          |
| Lu Xiwen | - Secrétaire adjoint du Parti de Pékin - Membre suppléant du Comité central | Interférence dans l'économie de marché, critiques infondées des politiques clés du Parti, ingérence dans l'application de la loi, acceptation de cadeaux en espèces, factionnalisme, adhésion à des clubs privés, vie de luxe et de recherche du plaisir, n'a pas renoncé à ses actions même après le 18e Congrès du Parti | Démis de ses fonctions, expulsé du parti, condamné à 13 ans de prison                                                                          |
| Li Yunfeng | - Vice gouverneur du Jiangsu | Corruption, adhésion à des clubs privés | Démis de ses fonctions, expulsé du parti, condamné à 12 ans de prison                                                                          |
| Tian Xiusi | - Ancien commissaire politique l'armée de l'air | Corruption de hauts responsables militaires | Expulsé du parti, il risque la cour martiale                                                                                                   |
| Yang Chongyong | - Vice président de la conférence consultative du Hebei | A violé la discipline politique, dissimulé des changements personnels dans son mariage, utilisé de fausses pièces d'identité et versé des pots-de-vin | Démis de ses fonctions, expulsé du parti, condamné à la prison à vie                                                                           |
| Zhang Yang | - Directeur du Département du travail politique de la Commission militaire centrale | Corruption, accumulation de richesses d'origine inconnue | S'est suicidé, expulsé du parti |
| Wu Aiying | - Ministre de la justice | Fraude | Rétrogradé au rang de sous-directeur de département (futingji), expulsé du parti                                                               |
| Remarque : Les chefs de parti au niveau provincial, les gouverneurs et les présidents du Congrès et de la Conférence consultative ont le même rang administratif qu'un ministre de l'État ; de même, les vice-ministres ont le même rang que les fonctionnaires au niveau sous-provincial ; l'appartenance au Comité central ne confère pas, en soi, un rang administratif. | | | |